# Bismarckmonumentet
Bismarckmonumentet är ett monument över Otto von Bismarck i Hamburg. Det är det största monumentet som gjorts över honom och det står i Alter Elbpark. Arkitekten som utformat monumentet var Johann Emil Schaudt och skulptören var Hugo Lederer.  

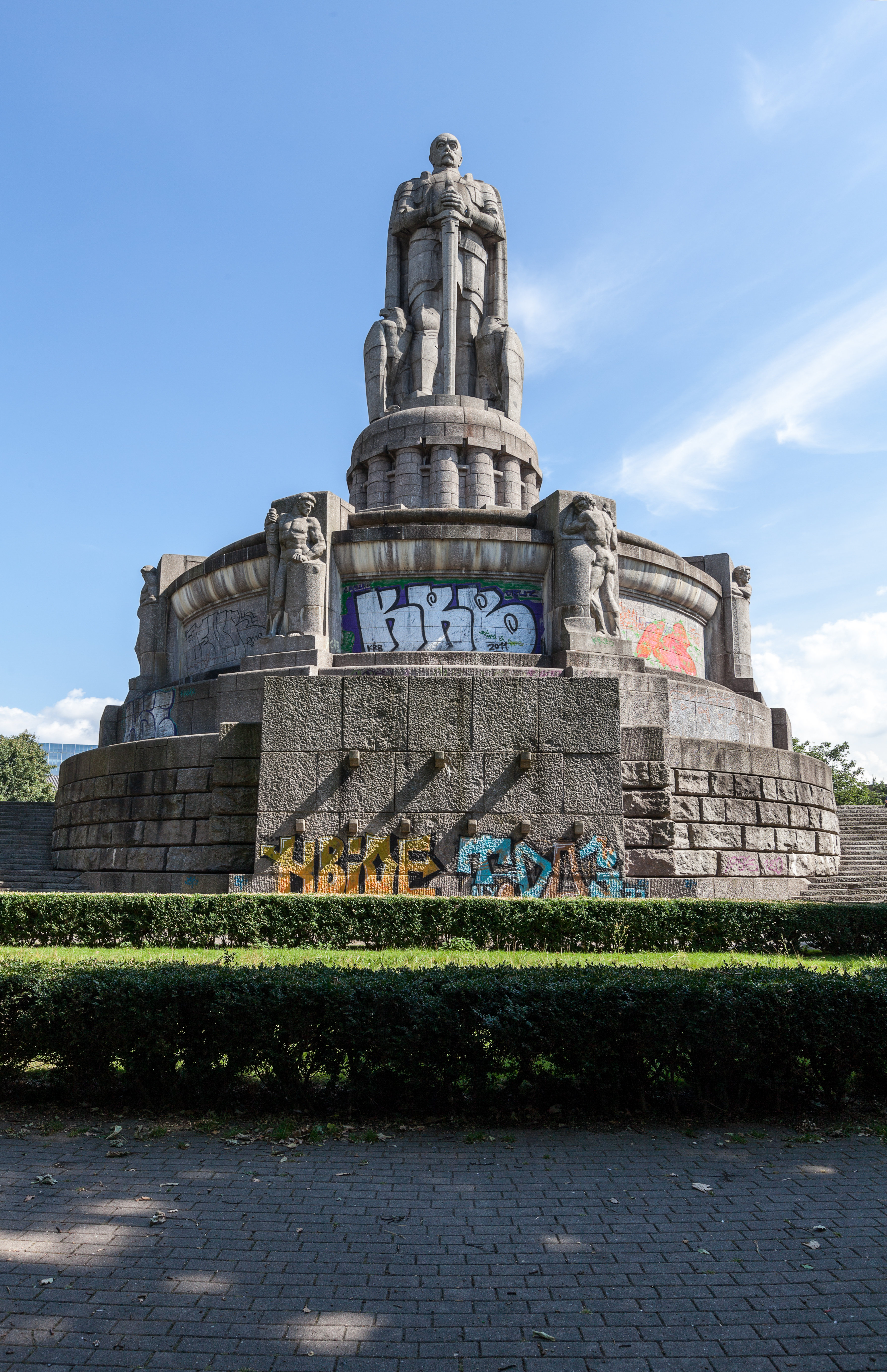
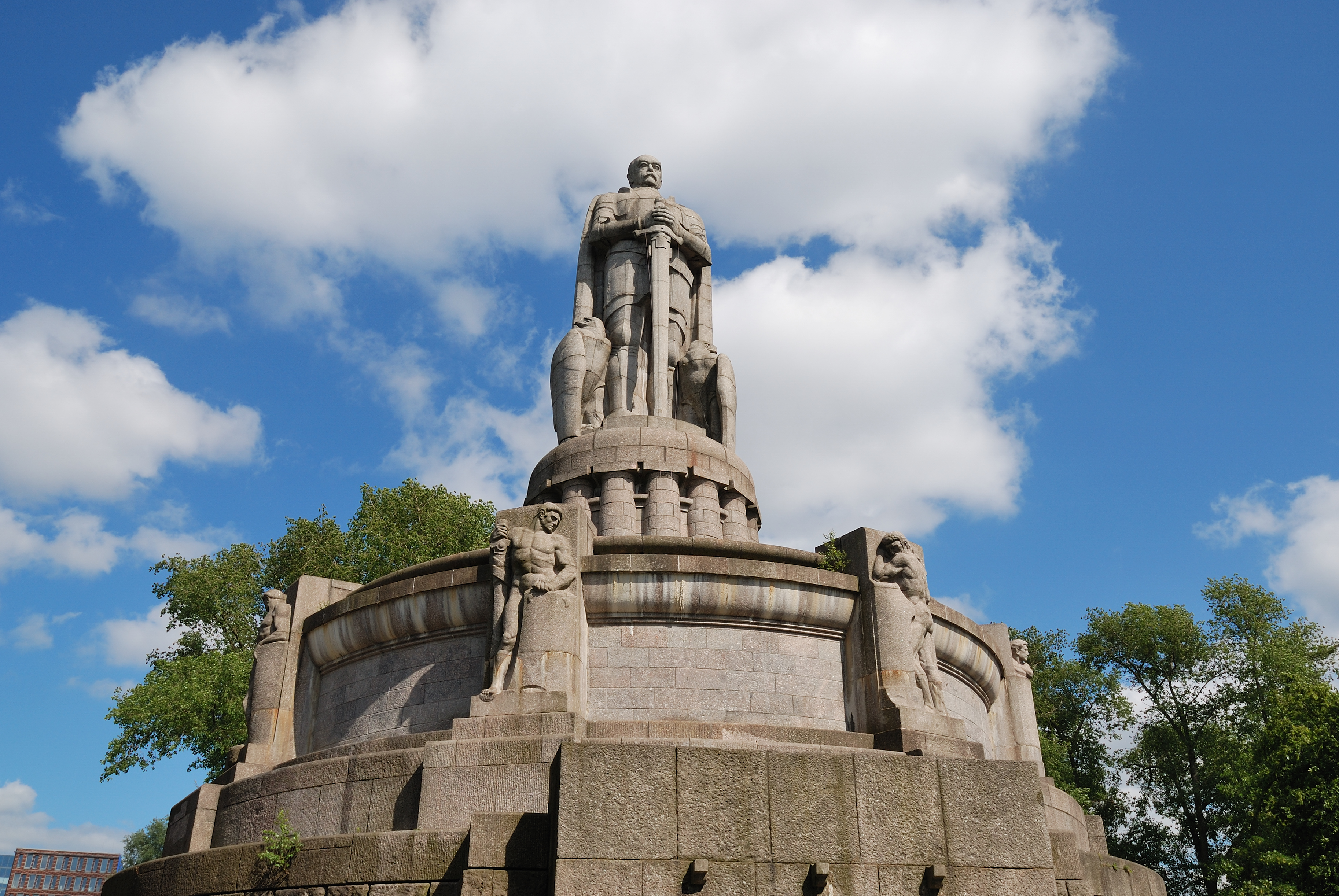
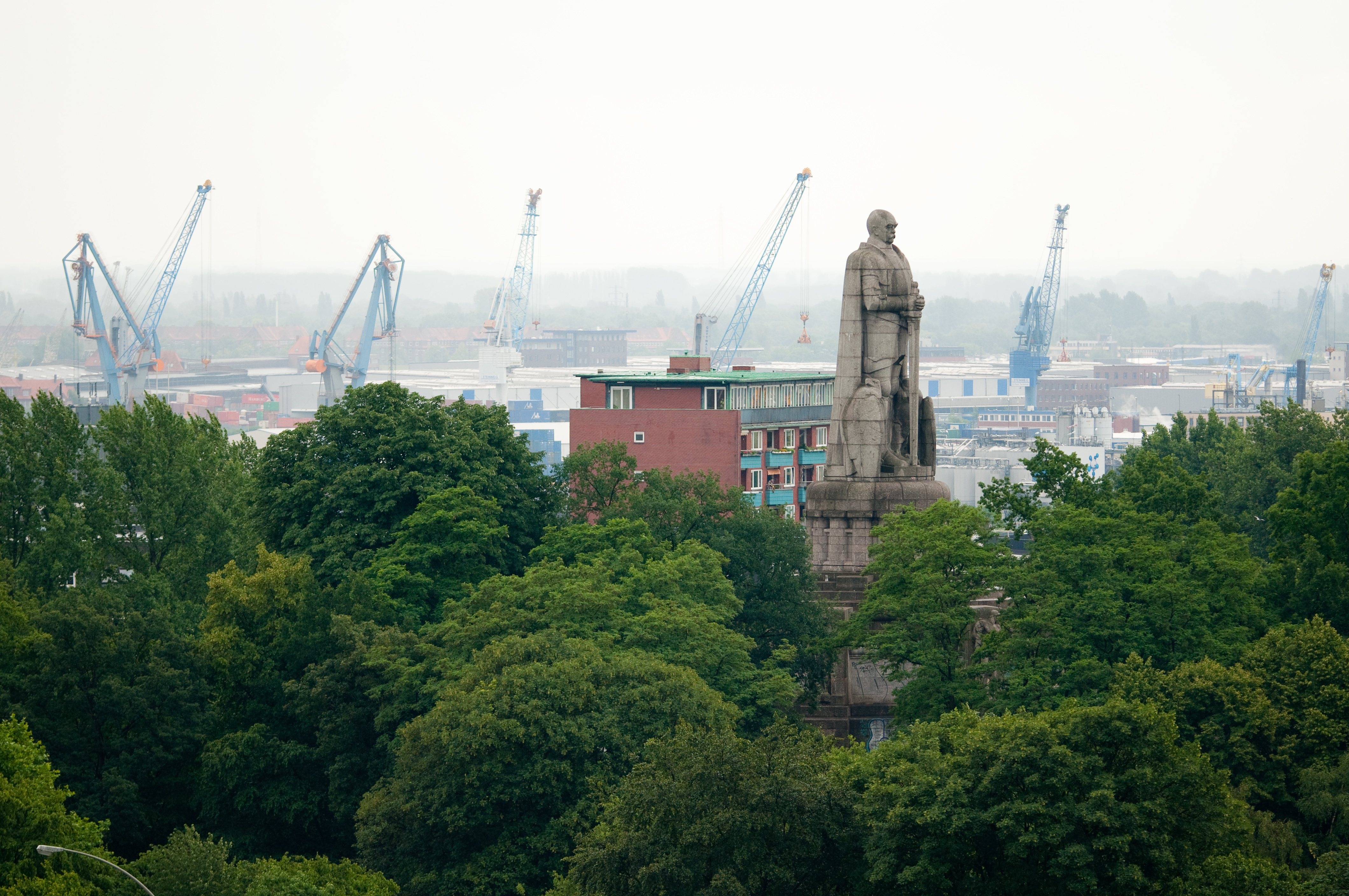